# Clyde (New York)
 For alternative betydninger, se Clyde (flertydig). (Se også artikler, som begynder med Clyde)
Clyde er en landsby i Wayne County, New York, USA. Clyde har en befolkning på 2.171 (2020) indbyggere.

## Historie
Clyde blev afviklet i 1811 og blev indarbejdet den 2. maj 1835. Clyde blev opkaldt efter Clyde, en flod i Skotland. En tidlig borger i Clyde, Ohio også opkaldt Ohio-byen efter New York-byen.

## Geografi
Clyde har et areal på 5,9 km², og ligger 122 m.o.h.

## Bystyre
Clydes borgmester er Jerry Fremouw.